# Cantó de Bourges-2
El cantó de Bourges-2 és un cantó francès del departament del Cher, situat al districte de Bourges. Compta amb part del municipi de Bourges.

## Municipis
- Bourges

## Història
| Data d'elecció                           | Identitat             | Partit                     | Qualitat |
| ---------------------------------------- | --------------------- | -------------------------- | -------- |
| 1973-1982                                | M. Lebrun             | UDR, després divers droite |          |
| 1982-1988                                | Jean-Claude Péan      | RPR                        |          |
| 1988-1994                                | Joël Chavannaz        | PS, després divers gauche  |          |
| 1994-1995                                | Serge Lepeltier       | RPR                        |          |
| 1995-2001                                | Jacques Fleury        | RPR                        |          |
| 2001-                                    | Franck Thomas-Richard | DL, després UMP            |          |
| les dades anteriors no són pas conegudes |                       |                            |          |
|                                          |                       |                            |          |